# Wim Stevens (golfer)
Wim Stevens (Eindhoven, 16 februari 1946 – Laren, Gld., 9 oktober 2011) was een Nederlandse golfprofessional.

## Biografie
De vader van Stevens was al professional op de Eindhovensche Golfclub. Samen met zijn broers Henk en Jan werd Wim ook professional. Op zijn 14e speelde hij al handicap 2. In de jaren '70 en '80 van de 20e eeuw speelde Wim Stevens veel wedstrijden, zowel in het binnenland als in het buitenland. Zeven jaar kwam hij uit voor het Nederlandse Professional Team. 
Op 1 november 1970 werd Wim Stevens de eerste pro op Drentse Golfclub De Gelpenberg in Aalden. In 1999 verliet hij de Gelpenberg om head pro op de Engelenburg te worden. In april 2010 werd hij opgevolgd door Michael Unsworth. 
In de jaren 80 gaf hij in Portugal onder de naam Stevens Sport Services veel clinics.

## Familie
Zijn zoon Robert was pro op Noordwijk en daarna op The Dutch, zijn zoon Jeroen is directeur van de NGF.
Wim Stevens overleed in oktober 2011.